# Zeszyt

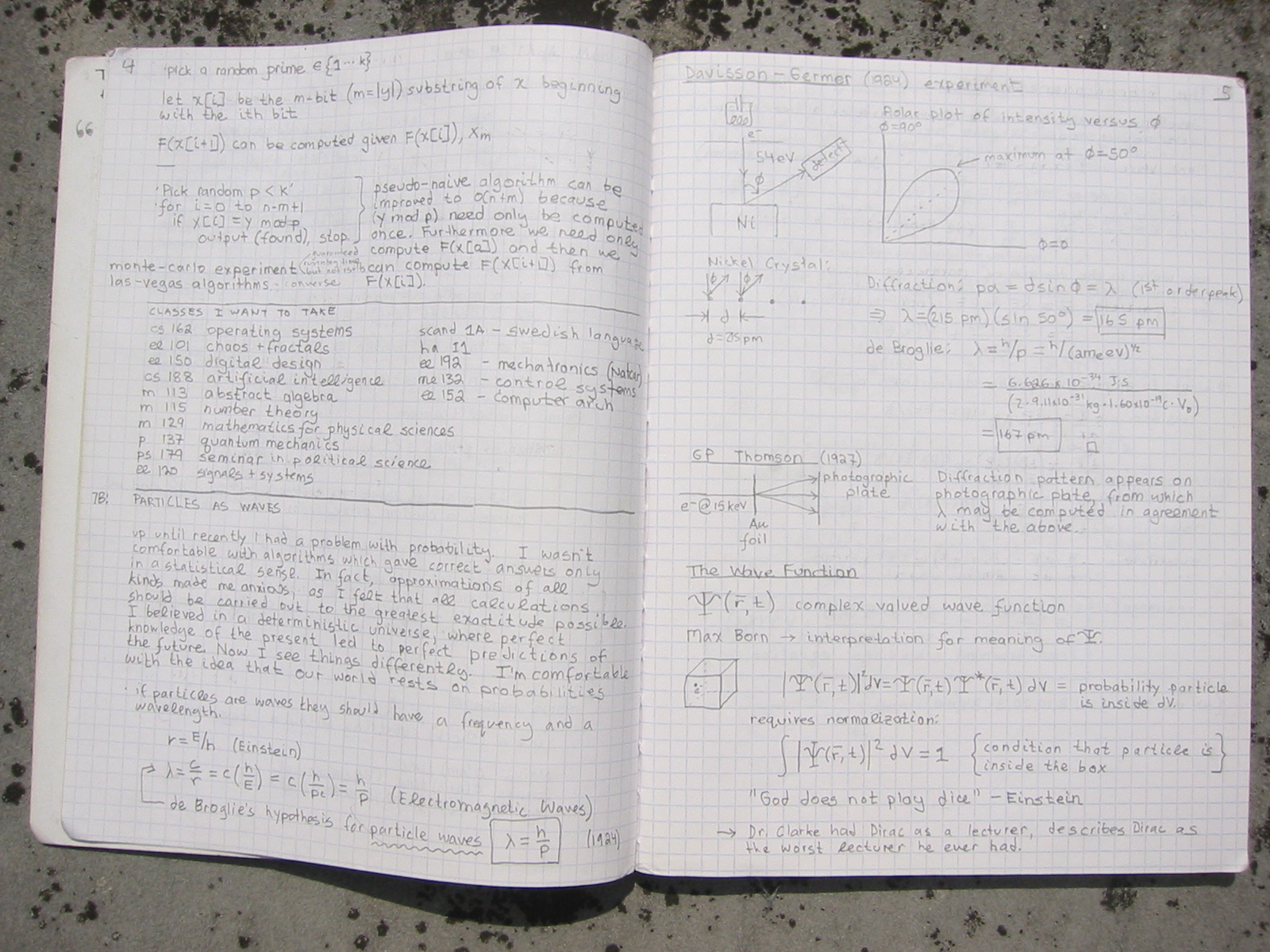
Zapisany zeszyt w kratkę

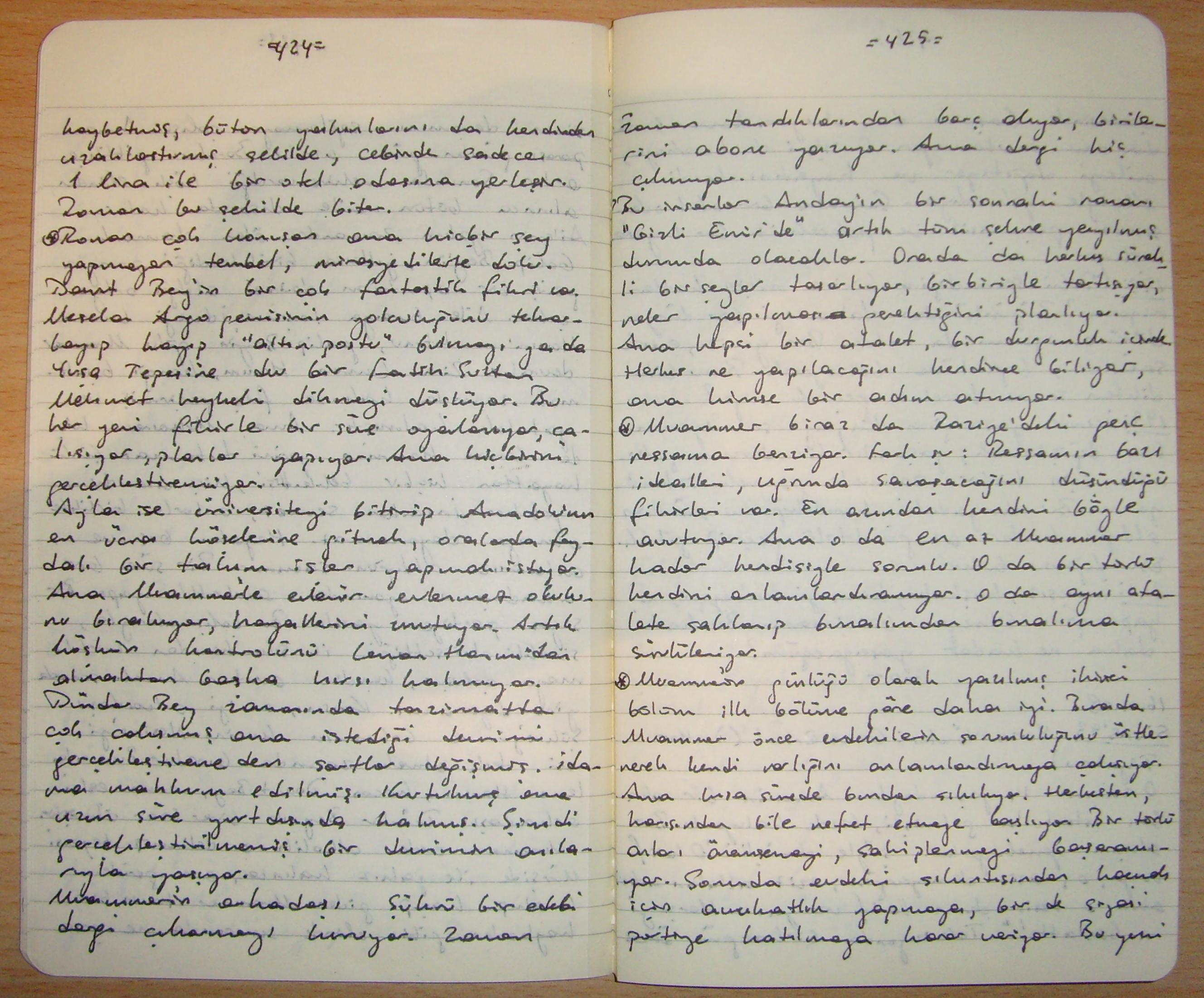
Zapisany zeszyt w linie

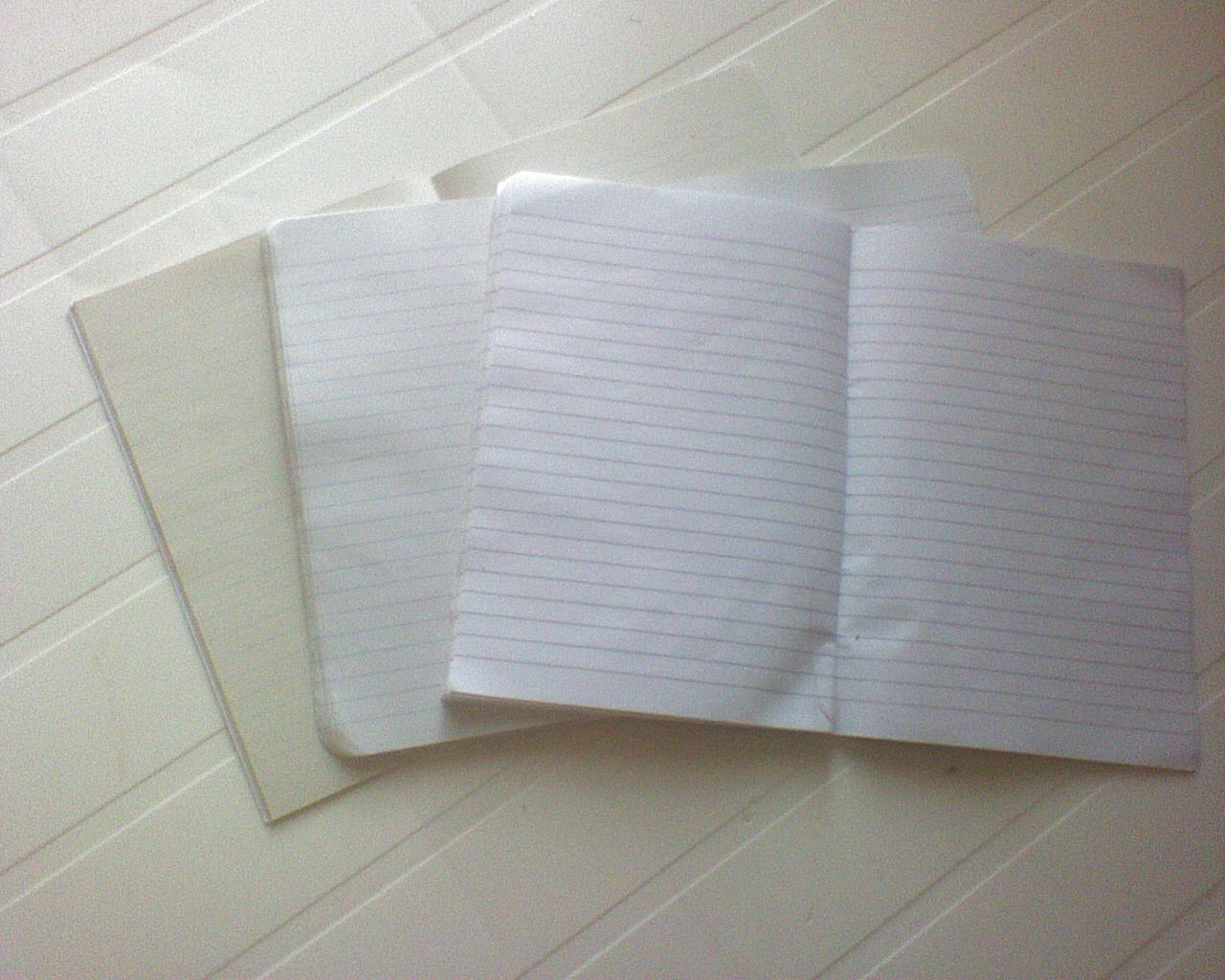
Zeszyty wyprodukowane (od lewej strony): w połowie lat 90.; w 2009 z papieru z recyklingu; w 2009 z nowego papieru

Zeszyt (przest. kajet, z fr. cahier) – zszyte lub sklejone karty papieru, przeznaczone do pisania lub rysowania, rzadziej – do innych celów (np. zeszyt z kolorowymi arkuszami do wycinanek dla dzieci lub dzienniczek).

## Rodzaje zeszytów
Papier w zeszytach często ma nadrukowane, najczęściej niebieskie lub szare, cienkie linie ułatwiające pisanie i decydujące o przeznaczeniu zeszytu.
Ze względu na rodzaj linii rozróżnia się zeszyty:
- „w kratkę” – zaopatrzone w krzyżujące się pionowe i poziome linie, w odstępie co pół centymetra; są to zeszyty najbardziej uniwersalne, ale zasadniczo przeznaczone do przedmiotów takich jak technika, matematyka i inne przedmioty ścisłe;
- „w linie” – mające tylko równoległe linie poziome w odstępie co 9 mm, ułatwiające pisanie tekstów; takie liniowanie przeznaczone jest dla przedmiotów humanistycznych; dla uczniów najmłodszych klas przygotowuje się zeszyty w „trzy linie”, w których linie występują co 5 mm i nie są identyczne: na przemian są dwie grubsze i jedna cieńsza (zaczynającym naukę takie liniowanie ułatwia pisanie kaligraficzne, umożliwiając lepsze rozplanowanie przestrzenne różnego rodzaju liter);
- „do nut” – zadrukowane pięcioliniami, ułatwiającymi zapis nutowy, stąd przeznaczone do muzyki;
- „gładkie” – nieposiadające żadnego nadruku, używane w nauce przedmiotów wymagających dużo rysowania, np. do biologii (także dla przedszkolaków);
- „milimetrowe” – zeszyty z papierem milimetrowym, mające nadrukowaną kratkę w odstępach jednomilimetrowych, najczęściej w kolorze jasnopomarańczowym z mocniej zaznaczonymi liniami co 5 mm; na takich papierach przygotowuje się wykresy funkcji oraz wykonuje rysunki techniczne, ołówkiem lub tuszem, w kolorze kontrastującym z liniowaniem;
- „papier kolorowy” – zeszyt zawierający zestaw papierowych arkuszy, każdy innego koloru, po przeciwnej stronie pokrytych klejem takim jak na znaczkach pocztowych; na lekcjach wychowania plastycznego dzieci wycinają lub wydzierają potrzebne im elementy obrazka i wyklejają go na osobnym, białym kartonie.

Format kartek w zeszytach szkolnych to najczęściej A5, choć spotykane są także dwa razy mniejsze – A6 (zwane czasem „zeszycikami do słówek” lub „dzienniczkami”) – oraz dwa razy większe – A4 (zwane czasem „notatnikami akademickimi”). Czasem spotykany jest dodatkowy nadruk na każdej stronie zeszytu – pionowa (zazwyczaj czerwona) cienka linia około 2,5 cm od krawędzi kartki, dzieląca stronę w zeszycie na część do normalnych notatek i drugą, mniejszą, do notatek „na marginesie”, dla sprawdzającego zeszyt nauczyciela.
Zeszyty, oprócz stron przeznaczonych do notatek, mają także okładkę z nieco grubszego papieru lub kartonu, często z kolorowymi nadrukami, czasem z nadrukowanymi na tylnej stronie okładki, przydatnymi w szkole informacjami (na przykład zestawami wzorów matematycznych lub „tabliczką mnożenia”). Najcieńsze zeszyty, używane przez uczniów młodszych klas szkół podstawowych, mają najczęściej 16 lub 32 kartki formatu A5. Dla uczniów klas starszych przewidziane są zeszyty 60-kartkowe, 96-kartkowe i grubsze, np. 140-kartkowe. Największy dostępny zeszyt w sprzedaży ma 192 kartki. Zeszyty mające 96 lub więcej kartek zwane są brulionami i są zawsze połączeniem wielu „składek”. Najcieńsze zeszyty zszywane są w grzbiecie drucianą zszywką (jedną lub kilkoma). Od tej metody łączenia kartek pochodzi nazwa „oprawa zeszytowa”. Zeszyty powyżej 60 kartek najczęściej mają kartki sklejone w grzbiecie lub łączone techniką mieszaną: częściowo klejone, częściowo zszywane.

## Inne znaczenia zeszytu
Mianem „zeszytu” nazywany jest także egzemplarz czasopisma albo wydana w broszurowej formie krótka praca lub fragment większego dzieła. Na przykład Polski Słownik Biograficzny, wydawany od 1935 r., publikowany jest w formie broszur (w założeniu – czterech rocznie) nazywanych "zeszytami" i kolejno numerowanych, uszeregowanych alfabetycznie.
W formie zeszytów publikowano też inne wielkie wydawnictwa, m.in. encyklopedie. Tym właśnie sposobem w latach 30. XX wieku została wydana np. Encyklopedia staropolska Aleksandra Brucknera. Wydawca tego rodzaju dzieł zwykle przewiduje, że prenumerator po otrzymaniu kompletu zeszytów składających się na kolejny tom/rocznik może oddać go do oprawy; stąd też często takie zeszyty nie są rozcinane, aby dać introligatorowi większą swobodę pracy (po oprawieniu kartki należy wyrównać przez przycięcie) i uniknąć obcięcia części zadrukowanej.